# Андреевский (Пластовский район)
Андреевский — посёлок в Пластовском районе Челябинской области, относится к Борисовскому сельскому поселению.

## Описание
Посёлок находится в лесостепной части региона. Рядом протекает речка Каменка. Посёлок связан грунтовой дорогой с с. Борисовка — 6 км. До города Пласт 16 км. В деревне одна улица — Лесная.
Около посёлка находится памятник природы Андреевский каменный карьер, который начал работать примерно в 1857 году.
| 2002 | 2010 |
| ---- | ---- |
| 1    | ↗6   |

## История
Основан купцом 1-й гильдии Андреем Болотовым в качестве золотоносного прииска в середине XIX века.